# Francesco Nerli (1636–1708)
Francesco Nerli (ur. 12 lub 13 czerwca 1636 w Rzymie, zm. 8 kwietnia 1708 tamże) – włoski kardynał.

## Życiorys
Był synem Pietra Nerli i Constanzy Magalotti, a także krewnym kardynała Francesco Nerli. Studiował na Uniwersytecie w Pizie, gdzie uzyskał doktorat utroque iure. Po przyjęciu święceń kapłańskich został kanonikiem w bazylice watykańskiej, wicelegatem w Bolonii i referendarzem Najwyższego Trybunału Sygnatury Apostolskiej. 16 czerwca 1670 został arcybiskupem tytularnym Adrianopolu, a 6 lipca przyjął sakrę. W tym samym czasie został mianowany nuncjuszem apostolskim w Polsce. Po kilku miesiącach, 22 grudnia został wybrany arcybiskupem Florencji, którym pozostał do 31 grudnia 1682. 12 czerwca 1672 został kreowany kardynałem prezbiterem i otrzymał kościół tytularny S. Matteo in Via Merulana. W sierpniu 1673 został mianowany sekretarzem stanu i pełnił ten urząd do 22 lipca 1676. Od stycznia 1684 przez roczną kadencję był także kamerlingiem Kolegium Kardynałów. 1 października 1685 został wybrany biskupem Asyżu (z własnym tytułem arcybiskupa) i pozostał nim do rezygnacji 12 listopada 1689. Od 1704 do śmierci był także archiprezbiterem bazyliki watykańskiej i protoprezbiterem Kolegium Kardynałów.